# Кияниця Роман Вікторович
Рома́н Ві́кторович Кияниця (нар. 10 травня 1992, м. Українка, Обухівський район, Київська область, Україна — 4 березня 2017, м. Авдіївка, Донецька область, Україна) — солдат Збройних сил України, учасник російсько-української війни.

## Біографія
Народився 1992 року в місті Українка на Обухівщині, в сім'ї енергетиків. Був єдиним сином у батьків. Родина проживала у селі Макарівка Обухівського району. Після переїзду в Обухів, з 1999 навчався в Обухівській середній школі № 3. По закінченні 9 класів у 2007 році продовжив навчання в профтехучилищі міста Українка. 2010 року був призваний на строкову військову службу, яку проходив у Севастополі, на фрегаті «Гетьман Сагайдачний».
Під час російської збройної агресії проти України 28 вересня 2016 року вступив на військову службу за контрактом. Проходив підготовку на полігоні «Широкий лан».
Солдат, кулеметник 6-ї механізованої роти 2-го механізованого батальйону 72-ї окремої механізованої бригади, в/ч А2167, м. Біла Церква. З 14 жовтня 2016 брав участь в антитерористичній операції на сході України.
4 березня 2017 року о 22:05 загинув від вогнепального поранення під час обстрілу в районі міста Авдіївка.
Похований 7 березня на кладовищі Обухова.
Залишились батьки, Лариса Станіславівна та Віктор Григорович, дружина та трирічний син.

## Нагороди та звання
- Указом Президента України № 318/2017 від 11 жовтня 2017 року, «за особисту мужність і самовіддані дії, виявлені у захисті державного суверенітету та територіальної цілісності України, зразкове виконання військового обов'язку», нагороджений орденом «За мужність» III ступеня (посмертно)[5].
- Почесний громадянин міста Обухова (посмертно)[6].

## Вшанування пам'яті
23 серпня в Обухові, на будівлі НВК «ЗОШ I-III ступенів № 3 — ліцей» № 3 встановлено меморіальну дошку на честь загиблого на війні випускника школи Романа Кияниці.